# Unità di formula

Reticolo cristallino del cloruro di sodio. Per ogni atomo di cloro (in rosso) è presente un atomo di sodio (in verde).

L'unità di formula è un particolare tipo di formula chimica che, per le sostanze ioniche, indica il tipo di atomi e il rapporto in cui essi si trovano. Per sostanza ionica si intende, ad esempio, un qualsiasi sale.
Non si può infatti parlare di formula molecolare (o formula bruta) per i cristalli di sale, dove gli atomi sono legati tra loro non da legami covalenti, bensì da legami ionici. Non si può quindi estrarre da un sale l'unità minima, ma si può solamente quantificare il rapporto tra il numero di ioni presenti.

## Implicazioni
I cristalli di sale devono dunque considerarsi macromolecole, perché non è ravvisabile una vera e propria molecola, bensì un aggregato discreto di singoli ioni.

## Esempi
Ad esempio NaCl è l'unità di formula del comune sale da cucina o cloruro di sodio, e indica che il rapporto tra il numero di ioni Na+ e Cl- è 1:1.
Per conoscere il numero di unità di formula (Z), è necessario calcolare il numero di ioni contenuti nella cella elementare, utilizzando le seguenti regole:
1. uno ione all'interno della cella appartiene interamente a quella cella e conta per 1.
2. uno ione su una faccia della cella è condiviso da due celle e conta 1/2
3. uno ione su uno spigolo della cella è condiviso da quattro celle e quindi conta 1/4
4. uno ione su un vertice della cella è condiviso da 8 celle e quindi conta 1/8

Z=numero di unità di formula (cationi+anioni) per cella.
Esempio: numero di ioni di una cella di NaCl
N(Cl) = (1 x 1) + (12 x 1/4) = 4
N(Na) = (6 x 1/2) + (8 x 1/8) = 4
Z(NaCl) = 4
Esempio: numero di ioni di una cella di Na2S, il solfuro di sodio, ha invece un rapporto tra ioni del tipo Na+:S2-=2:1. Calcolo del numero di unità di formula:
N(Na) = (8 x 1) = 8
N(S) = (6 x 1/2) + (8 x 1/8) = 4
Z(Na2S) = 4

## Mineralogia
In ambito mineralogico, dal momento che i minerali sono quasi esclusivamente solidi ionici o solidi reticolari, si usa generalmente l'unità di formula. Per definire la cella primitiva quindi si utilizzano il numero di unità di formula (Z) e le dimensioni degli assi cristallografici.